# Huismeester
Een huismeester staat aan het hoofd van of houdt toezicht op de huishoudelijke dienst van een gesticht, een woongebouw, een flatgebouw, een grote instelling of anderszins vergelijkbare instellingen en organisaties. In sommige gevallen is de huismeester benoemd op basis van anciënniteit, maar meestal betreft het tegenwoordig een normale dienstbetrekking.
De (veel) oudere betekenis van huismeester houdt meer een bestuurlijke functie in, namelijk iemand die leiding geeft aan de totale organisatie van bijvoorbeeld een gasthuis. In deze zin is een huismeester de hoogste gezaghebbende in ‘het huis’.
In de tijd van de gilden was de huismeester ook financieel verantwoordelijk voor het gasthuis. De huismeester werd na een jaar opgevolgd door de tweede huismeester. Thans bedraagt de ambtstermijn twee jaren.
In Vlaanderen is de functie van huismeester in het onderwijs: de verantwoordelijke voor het financieel beheer van de (meestal secundaire) school.